# Humphreys County, Tennessee
Humphreys County är ett administrativt område i delstaten Tennessee, USA, med 18 538 invånare. Den administrativa huvudorten (county seat) är Waverly. 

## Geografi
Enligt United States Census Bureau har countyt en total area på 1 442 km². 1 378 km² av den arean är land och 64 km² är vatten.  

### Angränsande countyn
- Houston County - nord
- Dickson County - nordost
- Hickman County - sydost
- Perry County - syd
- Benton County - väst